# Air Malta
Az Air Malta plc (IATA: KM, ICAO: AMC, Hívójel: AIR MALTA) Málta nemzeti légitársasága, aminek a székhelye Luqában van, a Máltai nemzetközi repülőtéren. 17 célállomásra közlekedtet járatokat, melyek elsősorban Európa és Észak-Afrika légikikötői közé tartoznak.

## Története
Hosszú éveken át a máltaiak elsősorban tengeren vagy külföldi, leginkább brit légitársaságok járataival utaztak külföldre, viszont mikor Málta kikiáltotta függetlenségét, az új kormány elhatározta, hogy kiépíti a hazai közlekedés intézményi rendszerét. A társaságot 1973. március 21-én alapították. A máltai képviselőház korlátozott felelősségű társaságként hozta létre a céget, és megadta neki az engedélyt, hogy Máltáról más országokba légijáratokat üzemeltessen.
Az Air Malta 1974. április 1-jén kezdte meg működését lízingelt Boeing 720-asokkal. Első úticéljai Róma, Tripoli, London, Manchester, Frankfurt és Párizs voltak.
1982-ben a Boeing előszerződést kötött 3 darab Boeing 737-es megvásárlására, amiket 1983-ban szállítottak le. 1986-ban további kettőt rendelt ugyanebből a típusból, majd 1989-ben beszerezte az első Airbus típusú gépét, egy A320-ast. A későbbiekben megrendelt A320 és 737 típusú gépekkel, valamint ezeket követően beszerzett 4 db Avro RJ 70 segítségével a társaság beindíthatta járatait Catania, Palermo, Tunisz és Monastir felé.
Az új máltai repülőtér 1992-es tervezésében aktívan részt vállalt, majd a terminál megnyitását követően a cég létrehozta az áruszállítási részlegét. A társaságnak 1763 alkalmazottja van. Tulajdonosai között 98%-ban Málta, 2%-ban pedig külföldi befektetők. 1997. június 9-én a társaság KM830 járatát eltérítették.
2002 júliusában bejelentette, hogy új gépeit az európai repülőgépgyártól, az Airbustól fogja beszerezni. Az új flotta A319 és A320 gépekből fog állni, melynek leszállítása megkezdődött. Az utolsó gép 2007-ben érkezett meg, így a flotta átlagos életkora 1,5 évre csökkent.
Az AEA 2006. májusi felmérése alapján az Air Malta veszíti el a legkevesebb csomagot. 1000 utasra vetítve 4,1 csomag tűnt el.
Az Air Malta 98%-ban a máltai kormány, 2%-ban magánbefektetők tulajdonában van. A légitársaság a Medavia 25%-os tulajdonosa.
2023-tól az Európai Bizottság megtiltotta, hogy a máltai kormány a továbbiakban állami támogatást nyújtson a légitársaságnak, mivel az EU szabályai tiltják a légitársaságok költségvetési pénzből való támogatását. Emiatt a máltai kormány 2023. október 2-án a kormány bejelentette, hogy 2024. március 30-tól az Air Malta megszűnik, és egy nappal később egy új, állami légitársaság veszi át a helyét, melynek neve KM Malta Airlines lesz.

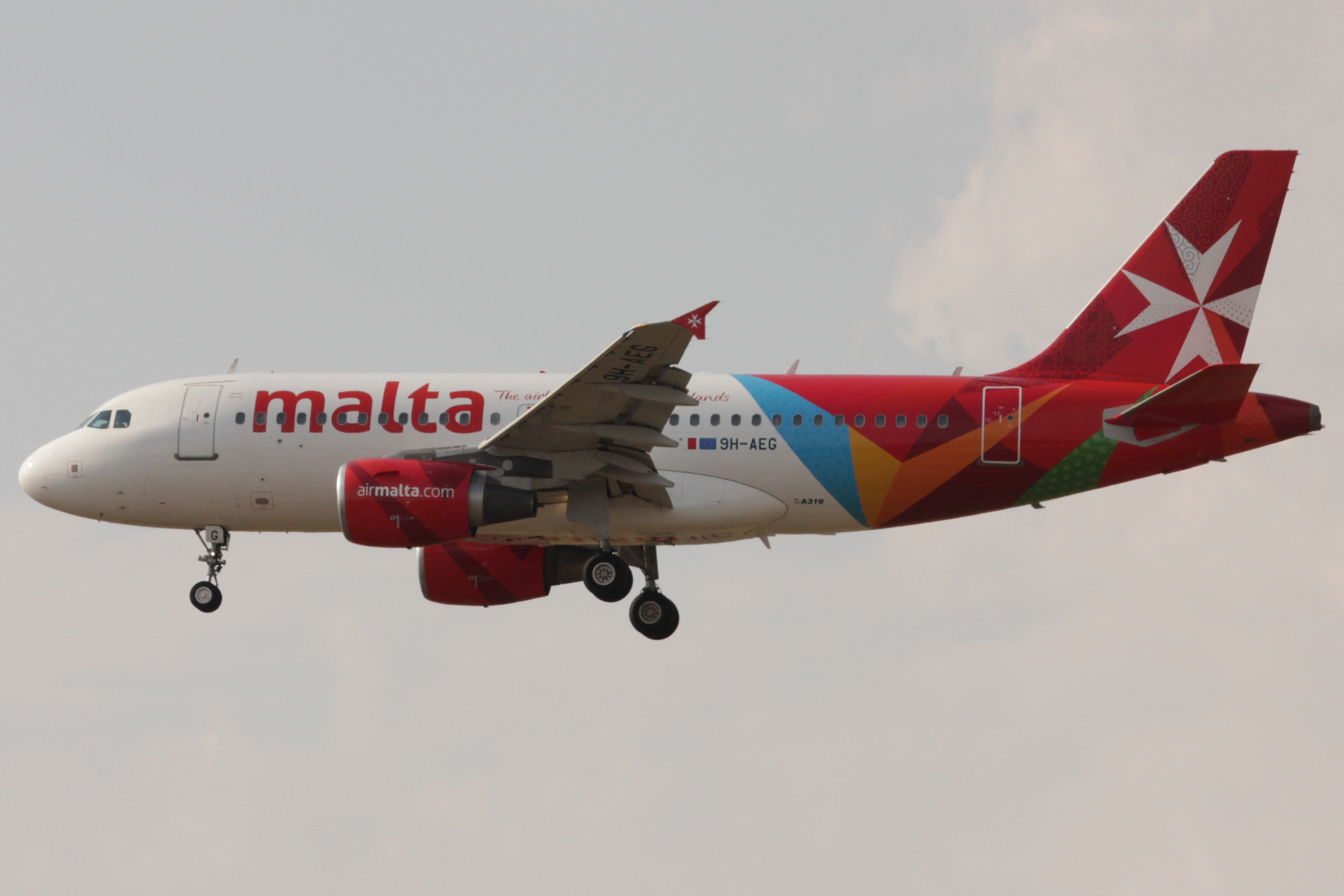
Airbus A319-100

## Flotta
| Típus           | Összesen | Megjegyzás |
| --------------- | -------- | ---------- |
| Airbus A320-200 | 2        |            |
| Airbus A320neo  | 6        |            |
| Összesen        | 8        |            |

## Balesetek és támadások
1997. június 9-én az Air Malta KM830-as járatát két török nemzetiségű személy eltérítette. Az eltérítés incidens nélkül Kölnben fejeződött be.